# 香港怡東酒店
香港怡東酒店（英語：The Excelsior, Hong Kong）曾是香港的一間四星級酒店，位於香港銅鑼灣告士打道281號，鄰近港鐵銅鑼灣站，於1973年開幕，是區內唯一臨海的老牌酒店。怡東酒店是文華東方酒店集團總部之外，也同時是文華東方的旗艦酒店之一，也是文華東方唯一沒有以「文華東方」作品牌的酒店。

## 歷史
1841年，殖民地政府首次拍賣地皮，由怡和洋行奪得，用作興建船廠、貨倉和糖廠。
1973年開幕後為當時亞洲區最高的酒店，建築師為甘銘（Eric Cumine），採用現代主義建築和日本「代謝派」風格設計。開業初期客房價格為每晚66港元起，自助餐只需10元，而下午茶只需3至5元，屬平民之選。據聞已故電視大亨邵逸夫為酒店常客。而不少名人亦曾到訪酒店，如英國王儲查理斯、美國老牌歌王 Tony Bennett 及奧斯卡最佳女主角得主 Liza Minnelli 等。1978年英國拍攝卡通儍豹的電影《Revenge Of The Pink Panther》亦於該酒店取景。
酒店曾於2005年翻新。據文華東方酒店集團2014年報顯示，怡東酒店在2014年全年出租率約85%，按年下跌4個百分點。
熟悉香港掌故的鄭寶鴻認為酒店命名或有「怡和的東角」意思，因香港開埠之初怡和洋行已是銅鑼灣的地主，而酒店位處的東角是昔日的渣甸糖廠。

## 設施
酒店共提供865間客房及21間套房，大部分房間均可享維多利亞港海景。設施包括健身中心、網球場、商務中心、會議廳、水療中心、按摩室、桑拿浴室和商店。

## 餐廳
- 地庫酒吧雙城吧 Dickens Bar，為香港爵士樂第一個基地
- 地下咖啡廳 EXpresso
- 1樓意大利餐廳 Cammino
- 1樓自助餐餐廳 Cafe on the first
- 2樓粵菜餐廳「怡東軒」，曾榮獲一星級米芝蓮大獎
- 34樓西餐廳 Totts and Roof Terrace

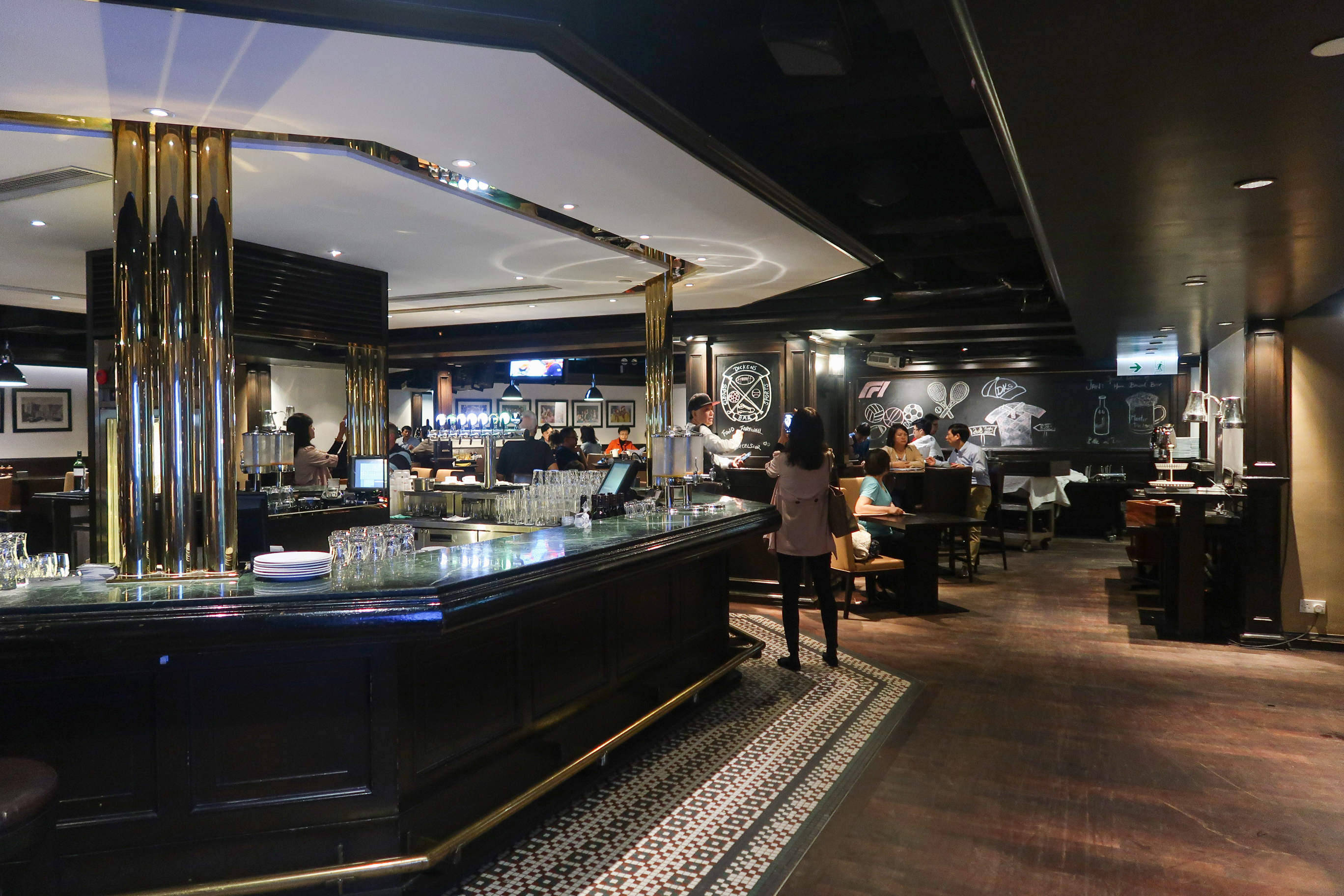
地庫雙城吧
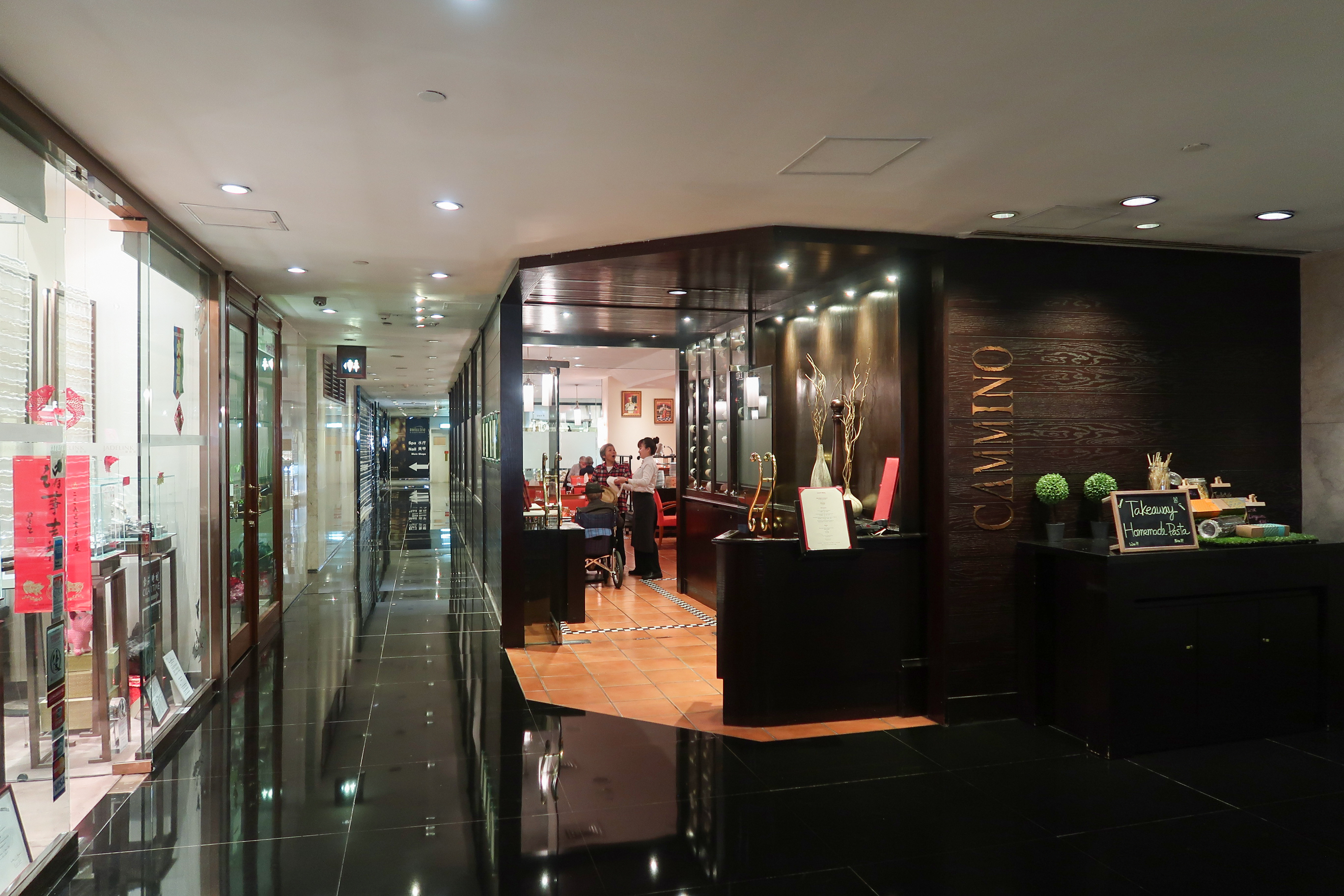
1樓商場和意大利餐廳 Cammino
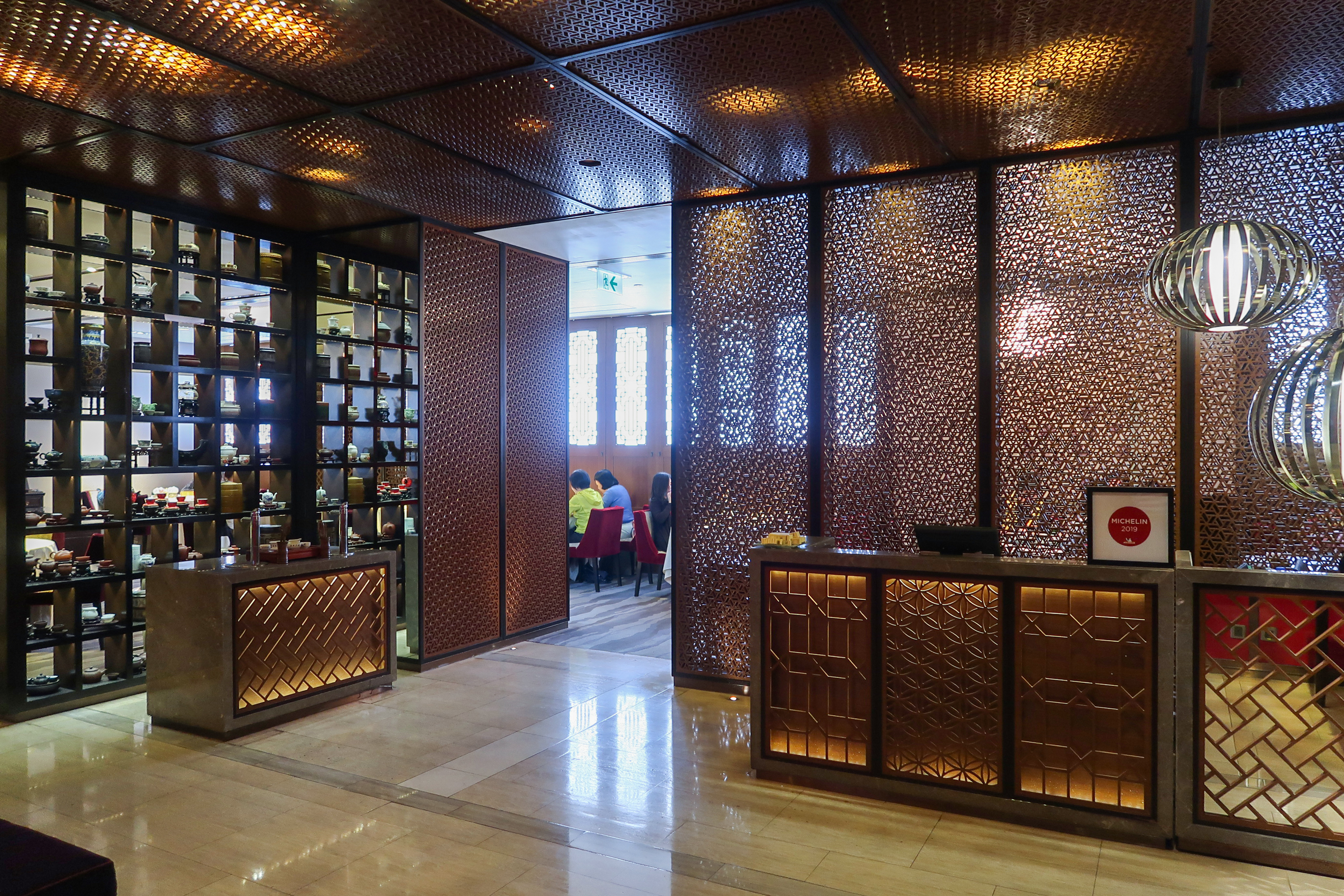
2樓「怡東軒」
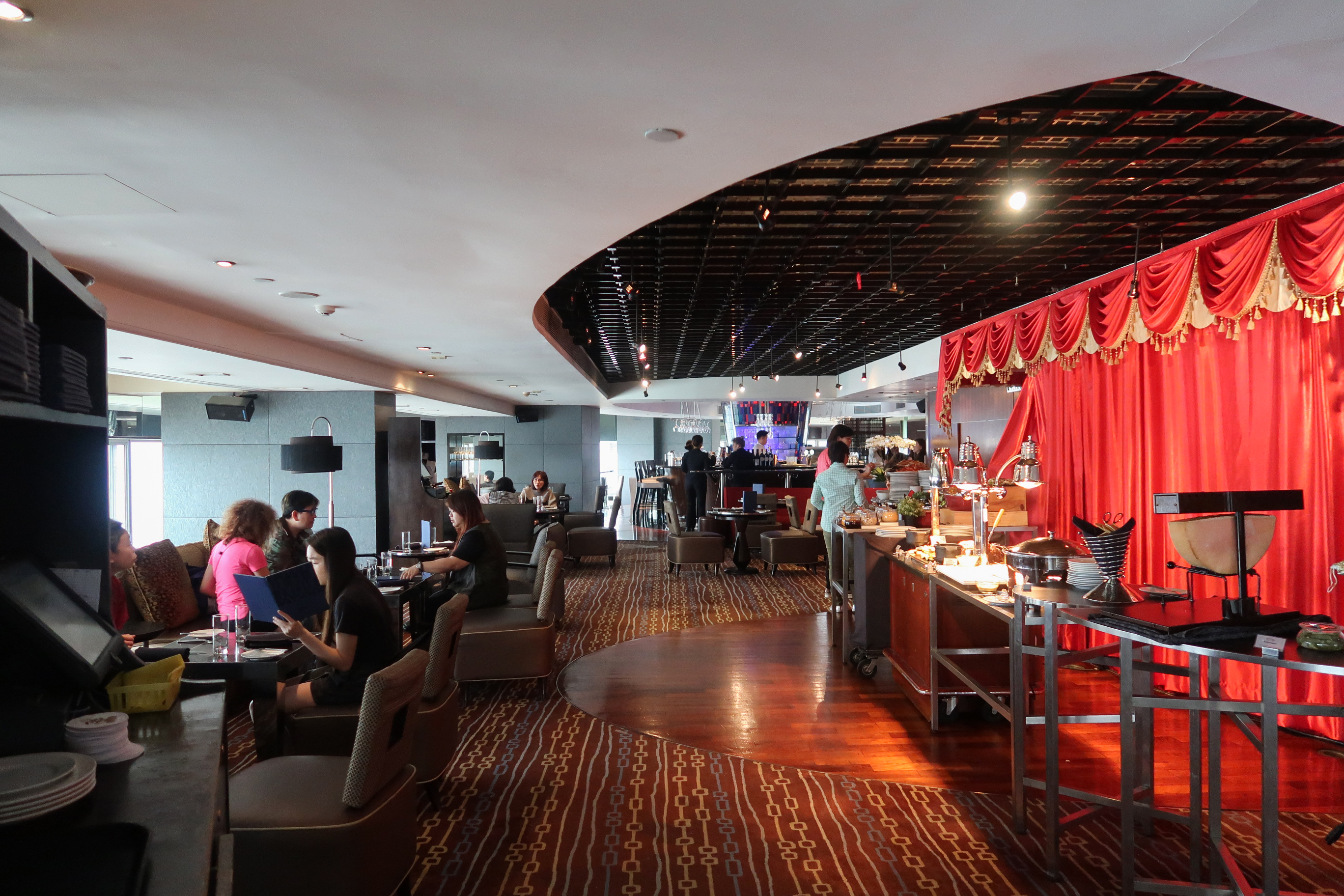
34樓 Totts and Roof Terrace

## 重建

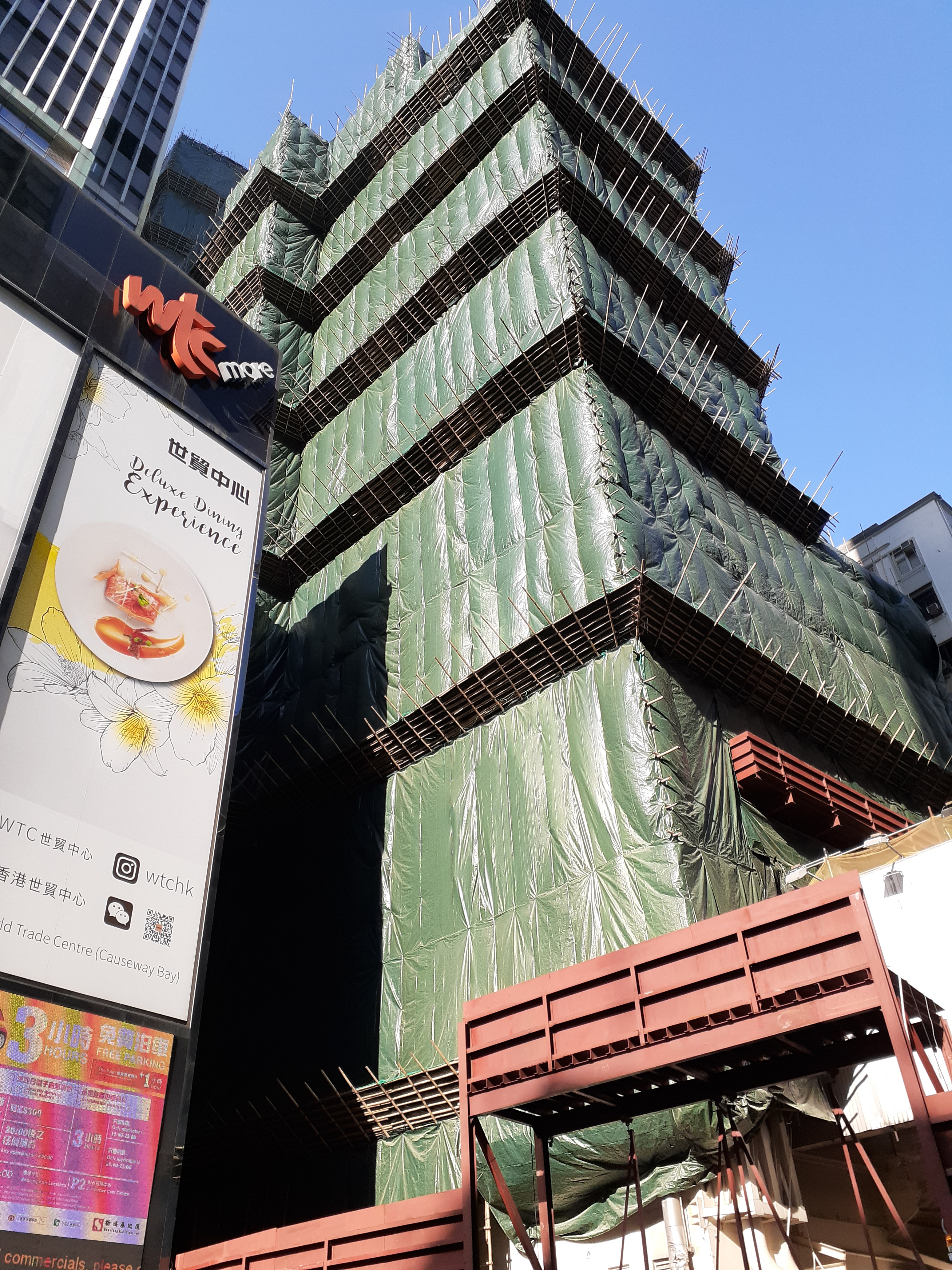
拆卸中的香港怡東酒店（2019年11月）

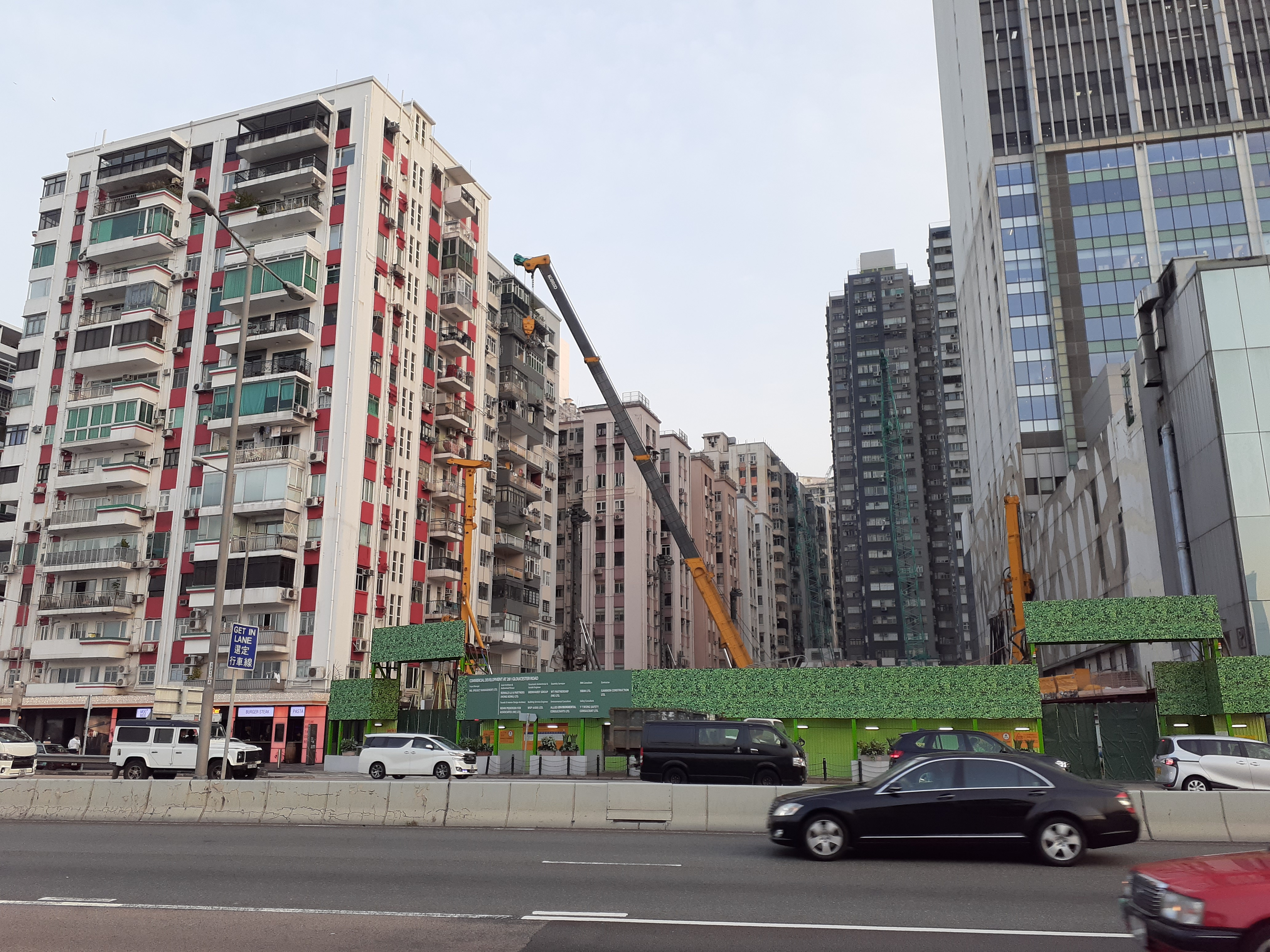
拆卸後的香港怡東酒店（2020年11月）

2015年4月17日，屋宇署批准酒店改變用途，在4層地庫上重建成一幢26層高的商廈，總樓面約684,019平方呎，以反映物業的發展潛力及價值，而酒店方面曾回應指，暫無重建時間表。
2017年6月5日，文華東方酒店集團宣佈因應商用物業估值高企，擬出售酒店。

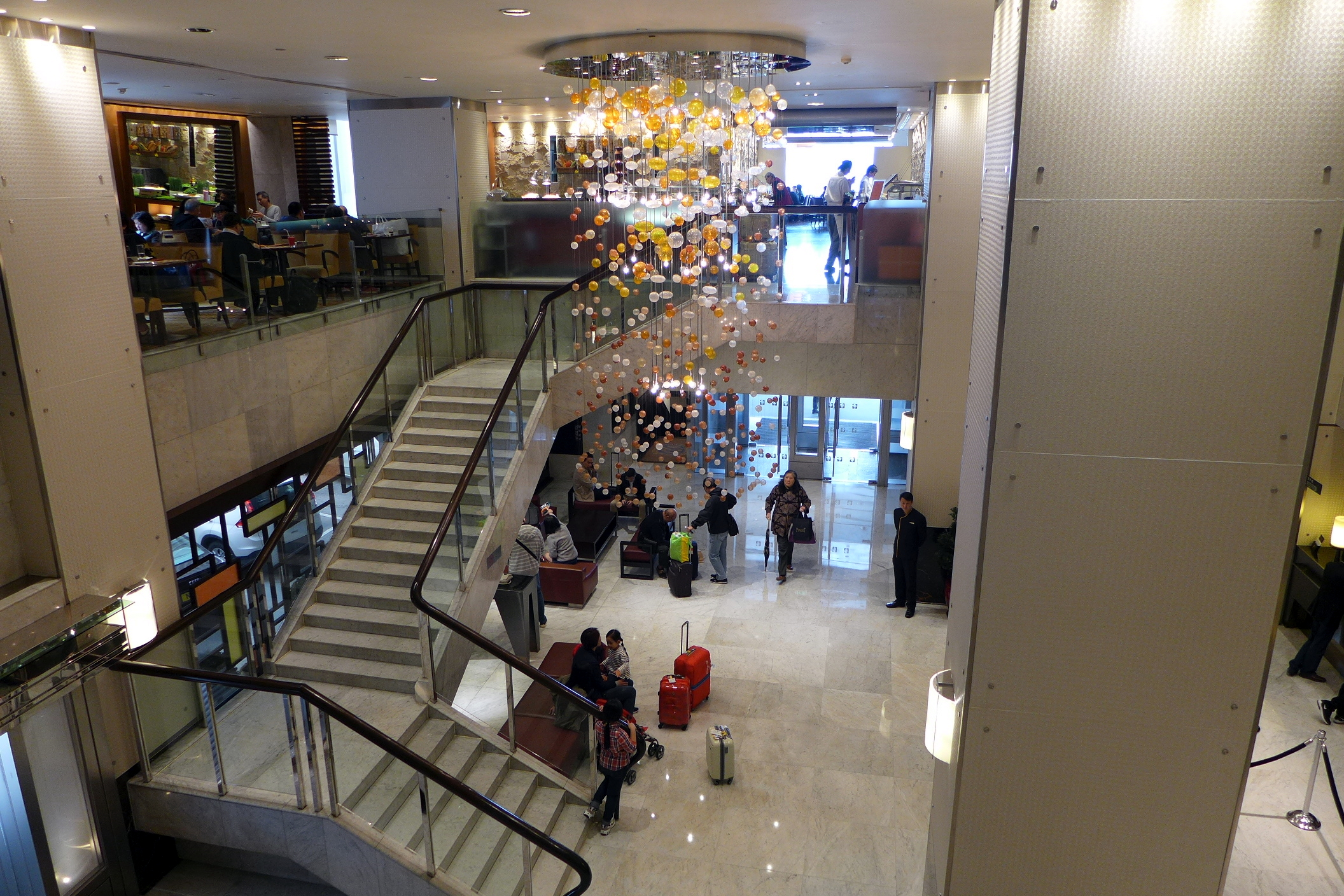
酒店大堂

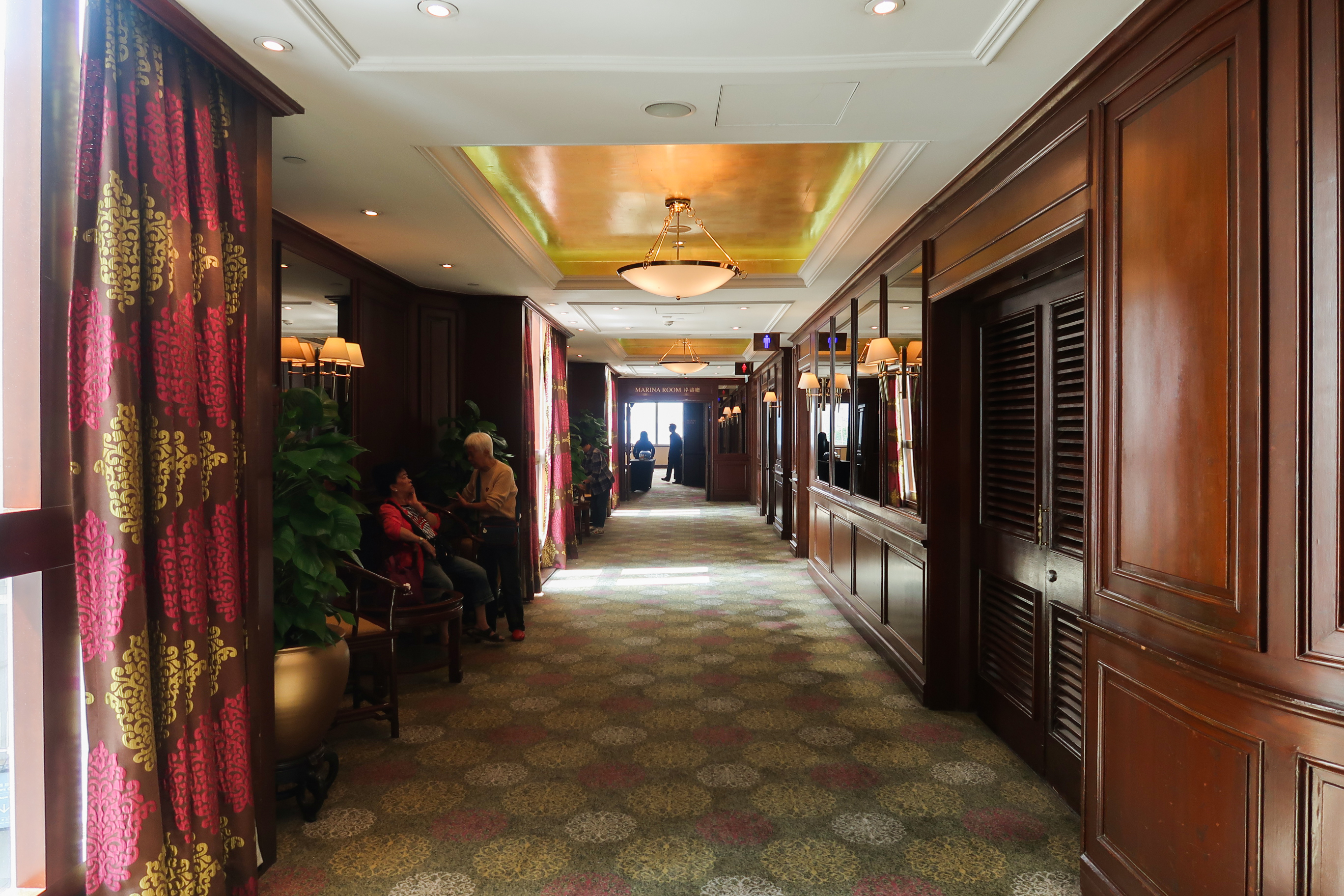
2樓會議廳通道

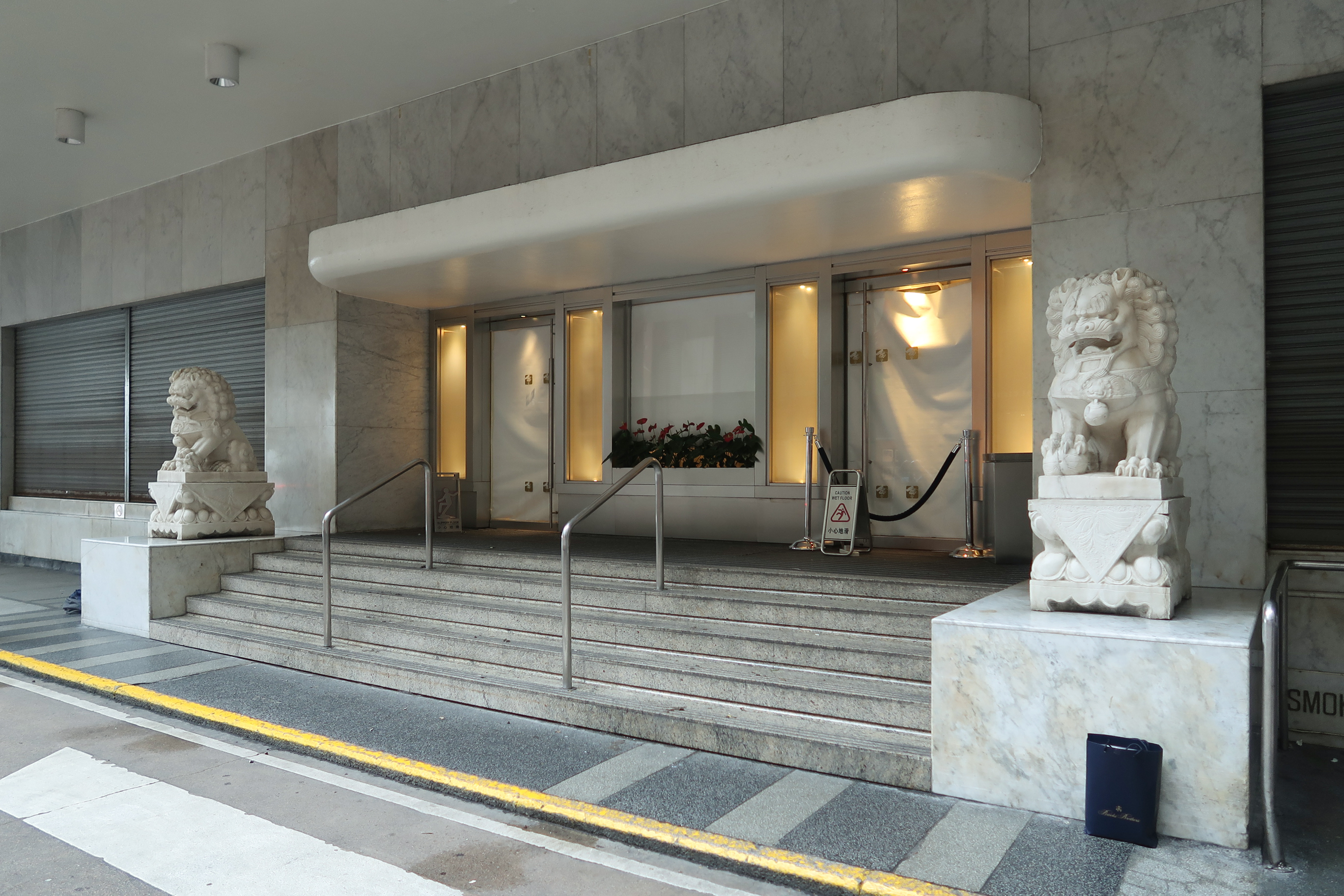
酒店門口外的一對石獅子，為酒店唯一沒改動過的地方

2018年10月9日，文華東方酒店集團公布，酒店將於2019年3月31日結業，重建為63,500平方米的商廈，並較以往高10米，即由現在的125米增至135米，工程預計需時6年完成。而酒店在3月30日晚舉行告別派對，同時在1樓設立小型博物館，展出當年 The Excelsior Grill 餐牌、昔日制服和剪報等。
怡東酒店在2019年中已開始拆卸，預計於2020年上半年完成，而文華東方酒店集團總部亦已遷往鰂魚涌太古坊港島東中心8樓。集團在2019年10月曾向城規會申請，將目前酒店涉及的商業地段及部分告士打道劃分為「道路」的地段，計入地盤面積在內，地盤面積約45985方呎，以15倍地積比率發展，將重建為1幢34層高商廈，包括3層地庫、1層防火層及4層平台，可建總樓面約689770方呎，不過規劃署認為申請人未能證明改劃後將不會對附近交通造成影響，因此署方不支持申請。
2024年2月27日，文華東方酒店集團宣佈銅鑼灣前怡東酒店重建項目，正式命名為One Causeway Bay（中文名稱於2024年7月11日命名為港島壹號中心），為一幢甲級寫字樓，設有24層寫字樓樓層，提供約50萬平方呎的辦公空間；以及4層零售樓層加天台及平台，提供約55,000平方呎的購物、娛樂及餐飲空間，預計2025年第二季竣工。

## 參看
- 香港酒店列表
- 香港文華東方酒店
- 文華東方酒店集團

## 外部連結
- 香港怡東酒店官方網站
- 香港怡東酒店相片集 （页面存档备份，存于）